# KeolisAmey Wales
Keolis Amey Operations (Welsh Gweithrediadau Keolis Amey), ook wel bekend als Transport for Wales Rail Services, was een spoorwegonderneming die van 14 oktober 2018 tot 7 februari 2021 actief was in Wales. De onderneming beheerde daar de Wales & Borders franchise. Het bedrijf was voor 60% in bezit van Keolis en voor 40% in bezit van Amey.

## Geschiedenis
Op 14 oktober nam KeolisAmey Wales het treinverkeer over van Arriva Trains Wales, die flink wat kritiek kreeg vanwege overvolle treinen tijdens de spits. KeolisAmey had plannen om het spoor in het zuiden van Wales te elektrificeren, om de South Wales Metro te laten rijden en om op den duur alle treinen te laten vervangen. Het bedrijf had een contract voor vijftien jaar gekregen. 
In januari 2020 kreeg KeolisAmey Wales een boete van €2,3 miljoen opgelegd omdat het onderpresteerde. De vereiste punctualiteit van 76,1% werd niet gehaald. 
In oktober van datzelfde jaar werd bekend dat de Welshe regering het treinverkeer in Wales zou gaan verzorgen als operator of last resort. Aanleiding waren het teruggelopen aantal passagiers vanwege de coronacrisis en de financiële tegenslag die dit veroorzaakte. Eerder in 2020 had het bedrijf al staatssteun ontvangen. 6 februari 2021 was de laatste dag dat KeolisAmey reed.